# Équipe de Grande-Bretagne de hockey sur gazon
L'équipe de Grande-Bretagne de hockey sur gazon est l'équipe représentative de l'Angleterre, de l'Écosse, de l'Irlande du Nord, et du pays de Galles. L'équipe ne joue que les matchs amicaux et les Jeux olympiques.

## Palmarès
Jeux olympiques
- 1920 :
- 1948 :
- 1952 :
- 1956 : 4e
- 1960 : 4e
- 1964 : 9e
- 1968 : 12e
- 1972 : 6e
- 1984 :
- 1988 :
- 1992 : 6e
- 1996 : 7e
- 2000 : 6e
- 2004 : 9e
- 2008 : 5e
- 2012 : 4e
- 2016 : 9e
- 2020 : 6e
- 2024 : 7e

## Joueurs
| Joueur            | Club                      | Poste                |
| ----------------- | ------------------------- | -------------------- |
| Jonty Clarke      | Reading Angleterre        | Avant                |
| Glenn Kirkham     | East Grinstead Angleterre | Milieu               |
| Ben Hawes         | Wimbledon Angleterre      | Milieu               |
| James Fair        | Cannock Angleterre        | Gardien de but       |
| Barry Middleton   | An der Alster Allemagne   | Milieu/Avant         |
| Alistair Brogdon  | Bowdon Angleterre         | Avant                |
| Richard Alexander | Surbiton Angleterre       | Arrière/Milieu/Avant |
| Matt Daly         | Surbiton Angleterre       | Avant                |
| Richard Mantell   | Reading Angleterre        | Arrière              |
| Simon Mantell     | Reading Angleterre        | Avant                |
| Rob Moore         | Surbiton Angleterre       | Milieu               |
| James Tindall     | Surbiton Angleterre       | Avant                |
| Alastair Wilson   | Beeston Angleterre        | Arrière              |
| Ashley Jackson    | East Grinstead Angleterre | Milieu               |